# Ткач Василь Володимирович
Василь Володимирович Ткач — американський та український зоолог, паразитолог, фахівець з трематод та інших гельмінтів, доктор габілітований (Польща, 2000), професор Університету Північної Дакоти (США). 
Автор близько 250 наукових праць, переважно у провідних міжнародних виданнях. Має високі наукометричні показники: індекс Гірша 33 у Scopus (6027 цитувань, 249 документів) станом на 2024 рік. 
Описав близько 100 нових для науки видів гельмінтів.
У 2017 році отримав найпрестижнішу американську нагороду у галузі паразитології — Медаль Генрі Болдвіна Ворда Американського товариства паразитологів.

## Життєпис
1985 року закінчив Ужгородський університет, дипломна робота була написана на тему «Гельмінти кажанів Закарпатської області» під керівництвом Ю. І. Крочка. З 1988 року працював у Інституті зоології імені І. І. Шмальгаузена НАН України. 1990 року захистив кандидатську дисертацію на тему «Гельминты насекомоядных и рукокрылых фауны Украины» під керівництвом В. П. Шарпило. У 2000 році отримав ступінь доктора габілітованого через захист дисертації «Systematic and phylogenetic studies of the suborder Plagiorchiata (Platyhelminthes, Digenea)» у науковій раді Інституту паразитології Вітольда Стефанського Польської академії наук (Варшава). Посаду старшого і згодом провідного наукового співробітника Інституту зоології НАН України у 2000-2003 суміщав з роботою в Інституті паразитології ПАН і у 2003-2004 — Університеті Північної Дакоти (США). З 2004 року повністю перейшов на роботу в Університет Північної Дакоти, в 2014 році отримав там звання повного професора.